# Rifugio Arnaldo Bogani
Il rifugio Arnaldo Bogani, fino al 1945 conosciuto come capanna Monza, è un rifugio alpino situato nel comune di Esino Lario, in val d'Esino (località Poiat), nelle Prealpi lombarde a 1816 m s.l.m. nella conca del Moncodeno.

## Storia
Il rifugio è di proprietà del CAI, che lo costruì tra il 1905 e il 1906 battezzandolo inizialmente come "Capanna Monza". L'edificio è situato a poca distanza dal luogo in cui sorgeva la capanna Moncodeno, primo storico rifugio delle Grigne, successivamente distrutto nel 1897 da una valanga.
La capanna Monza, durante la guerra di Liberazione, ospitava un distaccamento di partigiani dell'89ª Brigata Garibaldi (a cui è dedicato un bivacco-cappella sul sentiero) e perciò fu distrutta dai fascisti nel 1944. L'anno dopo venne ricostruita ed intitolata ad Arnaldo Bogani, ex-presidente del CAI Monza.

## Caratteristiche e informazioni
Sorge in un bosco di larici nei pressi del bacino carsico del Bregai, sul versante nord della Grigna Settentrionale. Il rifugio è rinomato per la buona cucina e per la gestione familiare a cura della famiglia Buzzoni. Non esiste un locale invernale, ma nella stagione fredda è comunque aperto nei fine settimana.

## Accessi
La via classica per arrivare al rifugio Bogani parte dall'Alpe Cainallo, appena sopra Esino Lario. Qui si imbocca il sentiero per la porta di Prada, dove poco prima il sentiero si divide: è possibile proseguire in costa giungendo all'Alpe di Moncodeno e di lì al rifugio Bogani, oppure
optare per la cresta di Piancaformia e seguire il sentiero per la val Laghetto, che poi porterà al rifugio. Il percorso richiede un'ora e 30 minuti. Dislivello: + 400 metri.

## Ascensioni
- Cima della Grigna settentrionale
- Rifugio Luigi Brioschi sulla Grigna settentrionale
- Pizzo della Pieve
- Passo della Stanga
- Monte Palone

## Traversate
Cainallo » Porta di Prada » Rifugio Bogani:

Escursione facile tra faggi e larici, con vista sul centro lago e sulla Valsassina. Si passa dalla porta di Pradae si giunge al rifugio Bogani sul versante nord della Grigna Settentrionale per poi tornare al punto di partenza passando dall'Alpe Moncodeno.
Cainallo » Ghiacciaia di Moncodeno » Rifugio Bogani:

Partendo dall'Alpe Cainallo saliamo lungo le pendici settentrionali del Grignone. Qui si consiglia la visita alla ghiacciaia di Moncodeno (già descritta anche da Leonardo da Vinci) con l'aiuto di una guida che assicura con la corda di calata e fornisce casco, imbracatura e pila frontale.
Il giro poi continua sulla testata della valle dei Mulini per poi tornare al Bogani.
Cainallo » Rifugio Bogani » Cresta di Piancaformia » Rifugio Brioschi » Rifugio Pialeral» Pasturo:

Dall'Alpe Cainallo saliremo sul Grignone, una delle montagne più belle della Lombardia. Passato il rifugio Bogani, saliamo lungo la cresta di Piancaformia fino alla vetta della Grigna Settentrionale per poi ridiscendere lungo il versante meridionale della montagna.

## Curiosità
Il rifugio è il punto di partenza per ascensioni al rifugio Brioschi per la via della Ganda o per il Nevaio. Per quanto riguarda la speleologia ci sono numerose grotte nella zona, alcune ancora inesplorate.